# Essaïd Belkalem
Essaïd Belkalem (arab. السعيد بلكالام, As-Saʿīd Bu-l-Kālām; ur. 1 stycznia 1989 w Mekli) – algierski piłkarz występujący na pozycji obrońcy. W reprezentacji Algierii zadebiutował w 2012 roku. Znalazł się w gronie zawodników powołanych na Puchar Narodów Afryki 2013.